# Auzea rectata
Auzea rectata är en fjärilsart som beskrevs av Walker 1868. Auzea rectata ingår i släktet Auzea och familjen Uraniidae. Inga underarter finns listade i Catalogue of Life.